# الغواصة الألمانية يو-5269
الغواصة الألمانية يو-5269 هي غواصة قزمة من الفئة XXVIIB  والتي تحمل واحدة من أعلى أرقام التسجيل في البحرية الألمانية كريغسمارينه اصدرت لغواصة خلال الحرب العالمية الثانية. ومع ذلك ، لم تكن آخر غواصة ألمانية تم تشغيلها (بل كانت الغواصة الألمانية يو-4712). 
كما هو الحال مع غالبية الغواصات الألمانية الصغيرة في أواخر الحرب العالمية الثانية، كانتهذه الغواصة جزءًا من أسلحة سميت «سلاح عجيب» لألمانيا النازية في محاولة لوقف هزائم 1944 و 1945. كان كارل دونيتز يأمل أصلاً في إنشاء أكثر من ألف غواصة صغيرة، لكن في النهاية كان العدد الإجمالي الذي تم تكليفه أقل من ثلاثمائة. يُعتقد أن الغواصة قد عملت خلال شتاء عام 1944 وإما أنها ألغيت أو غرقت في أوائل عام 1945 